# Elephantinae

Поширення сучасних слонів

Elephantinae — підродина ссавців родини слонових, яка включає найбільших сучасних наземних тварин. Підродина налічує 3 сучасні види: Loxodonta africana, Loxodonta cyclotis, Elephas maximus. Підродина також включає кілька вимерлих родів, зокрема мамута (Mammuthus). Відмінними рисами всіх слонів є довгий хобот, бивні, великі вушні раковини, масивні ноги і жорстка, але чутлива шкіра. Хобот використовується для дихання, піднесення їжі та води до рота та захоплення предметів. Бивні, які отримуються з різців, служать як зброєю, так і знаряддями для пересування предметів і риття. Великі вушні раковини допомагають підтримувати постійну температуру тіла, а також спілкуватися.
Сестринським таксоном до підродини Elephantinae є підродина † Stegotetrabelodontinae, яка містить три роди слонових: Selenetherium, Stegodibelodon, Stegotetrabelodon.